# Podsedice
Podsedice (en allemand : Podseditz) est une commune du district de Litoměřice, dans la région d'Ústí nad Labem, en Tchéquie. Sa population s'élevait à 664 habitants en 2021.

## Géographie
Podsedice se trouve à 15 km au sud-ouest de Litoměřice, à 23 km au sud-sud-ouest d'Ústí nad Labem et à 57 km au nord-ouest de Prague.
La commune est limitée par Třebenice et Vlastislav au nord, par Třebenice et Dlažkovice à l'est, par Lkáň et Děčany au sud, et par Třebívlice et Lukov à l'ouest.

## Histoire
La première mention écrite du village date de 1280.

## Administration
La commune se compose de cinq quartiers :
- Děkovka
- Chrášťany
- Obřice
- Pnětluky
- Podsedice

## Transports
Par la route, Podsedice se trouve à 4 km de Třebenice, à 20 km de Litoměřice, à 31 km d'Ústí nad Labem  et à 72 km de Prague.